# Župnija Vurberk
Župnija Vurberk je rimskokatoliška teritorialna župnija dekanije Maribor mariborskega naddekanata, ki je del nadškofije Maribor.

## Zgodovina
Župnija na Vurberku je stara preko 200 let. Cerkev, ki je posvečena Devici Mariji Vnebovzeti, pa je bila zgrajena v letih 1776–1779. Pred tem je na istem mestu stala manjša cerkev, sezidana v 14. stoletju in posvečena Sv. Miklavžu, zavetniku splavarjev. 
Svoj praznik župnija slavi 15. avgusta na dan Velikega šmarna (tudi: Velika maša, Velika gospojnica), ko je v kraju veliko in tradicionalno »žegnanje« s procesijo okrog »kanonperga« (topovski hrib) s štirimi evangeliji. V preteklosti je bilo žegnanje tudi ob Mali maši (8. septembra), a se je to z leti opustilo , ko so številni romarji iz Slovenskih goric prihajali k vurberški Devici Mariji.

## Obseg župnije
Sedež župnije je v Vurberku in obsega kraje, ki so kar v štirih občinah, in sicer:
- Vurberk, Občina Duplek
- Krčevina in Grajenščak, Mestna občina Ptuj
- Gomila in Jiršovci (Ricinje), Občina Destrnik
- Rogoznica (Prodni Vrh), Občina Lenart v Slovenskih goricah

Župnija šteje okrog 1600 prebivalcev in meji na župnije  Sv. Martin pri Vurberku (Dvorjane), Sv. Barbaro v Slov.goricah, Korena, Sv. Rupert (Voličina), Sv. Urban (Destrnik), Sv. Peter in Pavel (Ptuj) in Št. Janž (Starše).
Župnijo že od leta 1999 vodi župnik Avguštin Lah.